# Gelanor innominatus
Gelanor innominatus är en spindelart som beskrevs av Chamberlin 1916. Gelanor innominatus ingår i släktet Gelanor och familjen kaparspindlar.
Artens utbredningsområde är Peru. Inga underarter finns listade i Catalogue of Life.